# Pi1 Ursae Minoris
Título a ser usado para criar uma ligação interna é Pi1 Ursae Minoris.
Pi1 Ursae Minoris (Ursae Minoris) é uma estrela na direção da constelação de Ursa Minor. Possui uma ascensão reta de 15h 29m 11.97s e uma declinação de +80° 26′ 54.0″. Sua magnitude aparente é igual a 6.57. Considerando sua distância de 72 anos-luz em relação à Terra, sua magnitude absoluta é igual a 4.85. Pertence à classe espectral G8IV-V+....